# Венцел Евсебий фон Лобковиц
Венцел Евсебий фон Лобковиц (на немски: Wenzel Eusebius von Lobkowicz; на чешки: Václav Eusebius z Lobkovic); * 20 януари 1609, Прага; † 22 април 1677, Роуднице) е 2. бохемски княз от род Лобковиц, херцог на Саган (1646 – 1677), граф на Щернщайн, дворски съветник (1636), 1647 г. генерал-фелдмаршал, президент на великия съвет (1652), дипломат, най-висш дворцов министър, министър на президентския дворцовия военен съвет.

## Живот
Той е единствен син на най-висшия бохемски канцлер княз Зденек от Лобковиц (1568 – 1628) и съпругата му Поликсена фон Пернщайн (1566 – 1642), вдовица на Вилхелм фон Розенберг (1535 – 1592), дъщеря на бохемския канцлер Вратислав фон Пернщайн (1530 – 1582) и Мария Максимилиана Манрик де Лара от Кастилия († 1608).
Венцел учи в къщи при майка си и германски учител, следва латински и философия с йезуитите и след това в университета в Прага. Той пише на 10 години поема на латински.
През 1627 г. Венцел посещава роднините си Гонзага в Италия. След това е в Нидерландия. Той става камерхер на краля. През 1630 г. започва службата си, посещава Нидерландия, Германия и английския крал Карл/Шарл I. В това време майка му управлява в Бохемия.
През 1631 г. той е офицер в Моравия и се включва във войската на Валенщайн. През 1631 г. влиза в императорската войска и си прави име като политик и дипломат.
През 1644 г. Венцел става рицар на Хабсбургския Орден на Златното руно. Той купува през 1646 г. херцогството Саган. Става доверено лице на император Леополд I (1640 – 1705), който го прави през 1657 г. президент на дворцовия военен съвет.
Умира на 68-годишна възраст и е погребан е при капуцините в Роуднице над Лабем.
- Замъкът Лобковиц в Роуднице над Лабем
- Портрет на Венцел Лобковиц
- Медал на Венцел Лобковиц
- Медал на Венцел Лобковиц

## Фамилия
Първи брак: 3 ноември 1638 г. с графиня Йохана фон Злуниц († 17 януари1650), дъщеря на Георг Миска фон Злуниц. Тя става графиня на Прага на 11 септември 1638 г. Бракът е бездетен.
Втори брак: 6 февруари 1653 г. с протестантката пфалцграфиня Августа София фон Пфалц-Зулцбах (* 22 януари 1624, Зулцбах; † 30 май 1682, Нюрнберг), дъщеря на пфалцграф и херцог Август фон Пфалц-Зулцбах (1582 – 1632) и Хедвига фон Шлезвиг-Холщайн-Готорп (1603 – 1657). Нейната зестра са 12 000 талери. Те имат децата:
- син (*/† 31 януари 1654)
- Фердинанд Август фон Лобковиц (* 7 септември 1655, Нойщат; † 3 октомври 1715, Роуднице), 3. княз на Лобковиц, херцог на Саган, 1698 г. рицар на Ордена на Златното руно, женен I. на 8 юли 1677 г. в Хадамар за принцеса/графиня Клавдия фон Насау-Хадамар (* 6 юни 1660, Хадамар; † 6 март 1680, Нойщат ан дер Валднах), II. на 17 юли 1680 г. в Баден за маркграфиня Мария Анна Вилхелмина фон Баден-Баден (* 8 септември 1655, Баден-Баден; † 22 август 1701, Егер, Унгария), III. на 3 декември 1703 г. за графиня Мария Филипина фон Алтхан (* 1671; † 2 юни 1706), IV. на 16 ноември 1707 г. за принцеса Мария Йохана фон Шварценберг (* 16 декември 1689; † 23 декември 1739)
- Филип Фердинанд Алберт (1656 – 1657)
- Мария Хедвиг София (* 30 април 1658; † 24 януари 1665)
- Франц Вилхелм Игнац фон Лобковиц (* 5 септември 1659; † 6 януари 1698)